# Un uomo e una colt
Un uomo e una colt (Un hombre y un colt) è un film del 1967 diretto da Tulio Demicheli.

## Trama
Un pistolero Dakota Joe riceve l'ordine da Don Carlos, un boss locale per uccidere un medico, ma prima viene a scoprire che il boss sta terrorizzando la regione e che il medico è un sostenitore della rivoluzione capeggiata da Emiliano Zapata, un boss rivale di Don Carlos.

## Accoglienza

### Critica
(Leo Pestelli)